# Mont Tourbillon
Pour l’article ayant un titre homophone, voir Mon Tourbillon.
Le mont Tourbillon est une colline située à Lac-Beauport au Québec.

## Toponymie
Le nom de la montagne fait référence aux fréquentes bourrasques – des « tourbillons » d'air – essuyées par son sommet. Il lui est attribué à la suite de la fondation du club Mont-Tourbillon en 1972. Le nom a été officialisé par la Commission de toponymie le 28 mars 1974. Une entreprise locale désigne alternativement la montagne du nom de Maelström, un synonyme de tourbillon, depuis 2016 à titre commercial.
La montagne fut auparavant connue sous les noms de mont John-Pearson et mont Taylor, en référence à deux anciens propriétaires terriens.

## Géographie
Le mont Tourbillon fait partie du massif du Lac Jacques-Cartier dans la chaîne des Laurentides. Son altitude est de 573 mètres.
La montagne est ceinturée au sud par la traverse de Laval, à l'ouest par le chemin du Tour-du-Lac et au nord par le chemin du Moulin. Le sentier régional 369 de la Fédération des clubs de motoneigistes du Québec traverse la montagne du nord au sud.

## Histoire

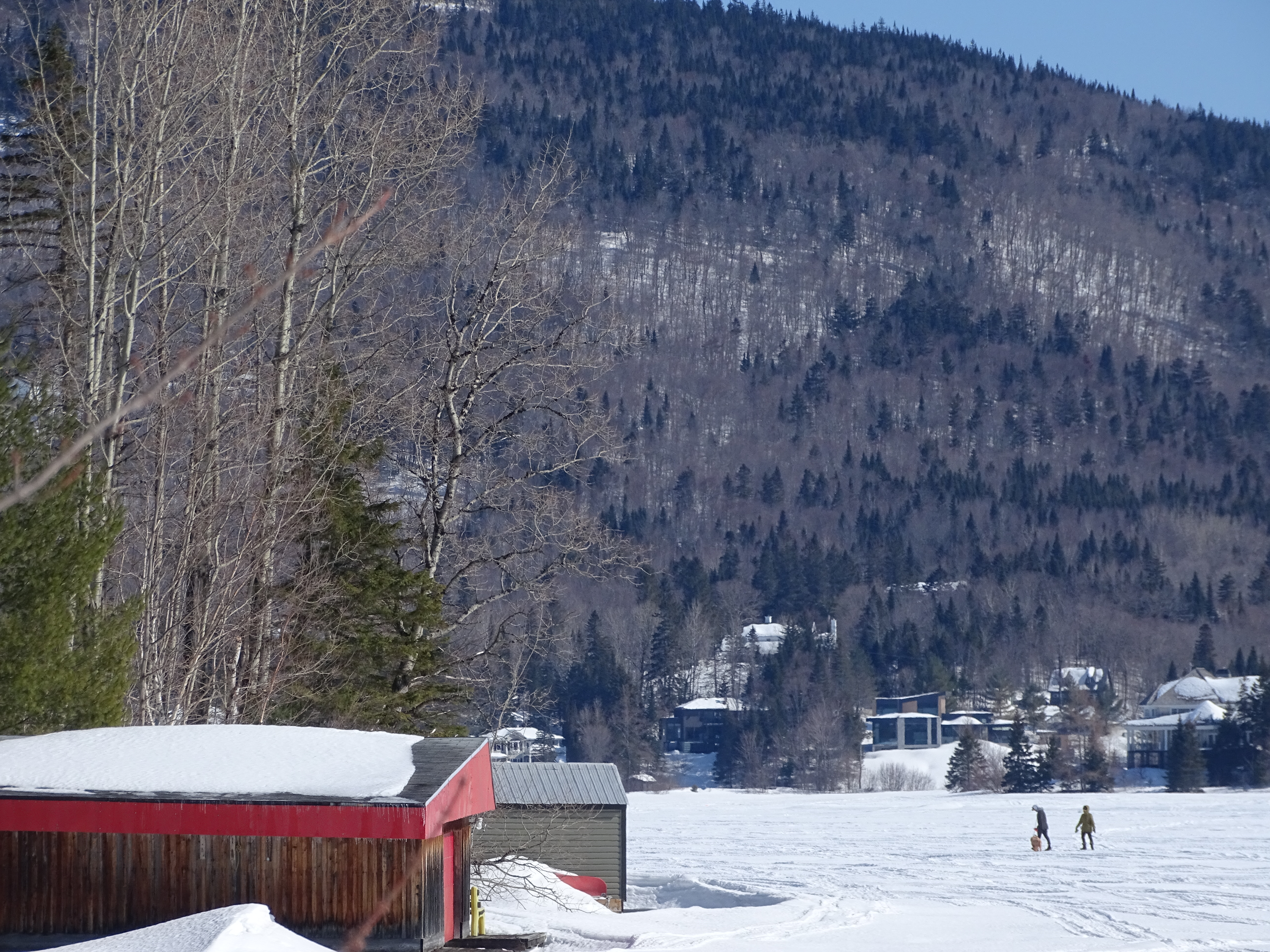
Le mont Tourbillon en hiver.

Au milieu des années 1930, les environs de Saint-Dunstan sont ciblés pour la création d'un domaine skiable près de Québec. Le skieur Herman Smith-Johannsen est mandaté par l'Association des sports d'hiver de Québec pour sélectionner un site qui pourra recevoir un tremplin de saut à ski, des pistes de descente et de slalom. La montagne des Ormes (alors le mont Murphy) et le mont Tourbillon (alors le mont Taylor) sont identifiés par Smith-Johannsen pour former une station de ski, Le Relais. Le mont Taylor se distingue par un dénivelé supérieur au mont Murphy et est ciblé pour accueillir les épreuves de slalom et de longs sauts à ski. En août 1937, il fait tracer une piste de plus de trois quarts de mille [1,2 km] sur le versant ouest du mont Taylor. Un saut à ski de 40 mètres est construit.
En 1961-1962, une partie du versant sud-ouest de la montagne est défrichée pour permettre la construction d'un terrain de golf dessiné par Howard Watson. Fondé en 1962, le club de golf du Lac-Beauport compte le premier ministre québécois Jean Lesage parmi ses propriétaires. Michel Noël en devient propriétaire en 1977 et fait construire un club-house l'année suivante. Le bâtiment est détruit dans un incendie en 2016. Un projet immobilier de plus d'une centaine d'unités d'habitation près du golf voit le jour en 2017, mais connaît une vive opposition citoyenne.
En 2016, le plateau de la montagne totalisant 335 hectares est divisé en 88 lots forestiers par le promoteur Maelström Immobilier. L'entreprise propose des chalets en location de courte durée,.